# Knoblauchhaus
Das Knoblauchhaus war der frühere Hauptwohnsitz der Berliner Kaufmannsfamilie Knoblauch. Das Gebäude befindet sich in der zum Nikolaiviertel gehörenden Poststraße 23. Es wurde zwischen 1759 und 1761 errichtet und blieb für 170 Jahre im Besitz der Familie Knoblauch. Im Jahr 1929 verkaufte die Familie das Haus an die Stadt Berlin. Den Zweiten Weltkrieg überstand es als eines der wenigen Berliner Bürgerhäuser des 18. Jahrhunderts weitgehend unbeschadet. Seit 1989 ist in dem Haus eine Außenstelle des Märkischen Museums bzw. seit 1995 der Stiftung Berliner Stadtmuseum untergebracht. Im ersten und zweiten Obergeschoss zeigt eine Dauerausstellung neben der bürgerlichen Wohnkultur des Biedermeiers die Geschichte der Familie Knoblauch.

## Die Familie Knoblauch

### Familiengeschichte bis zum Bau des Hauses

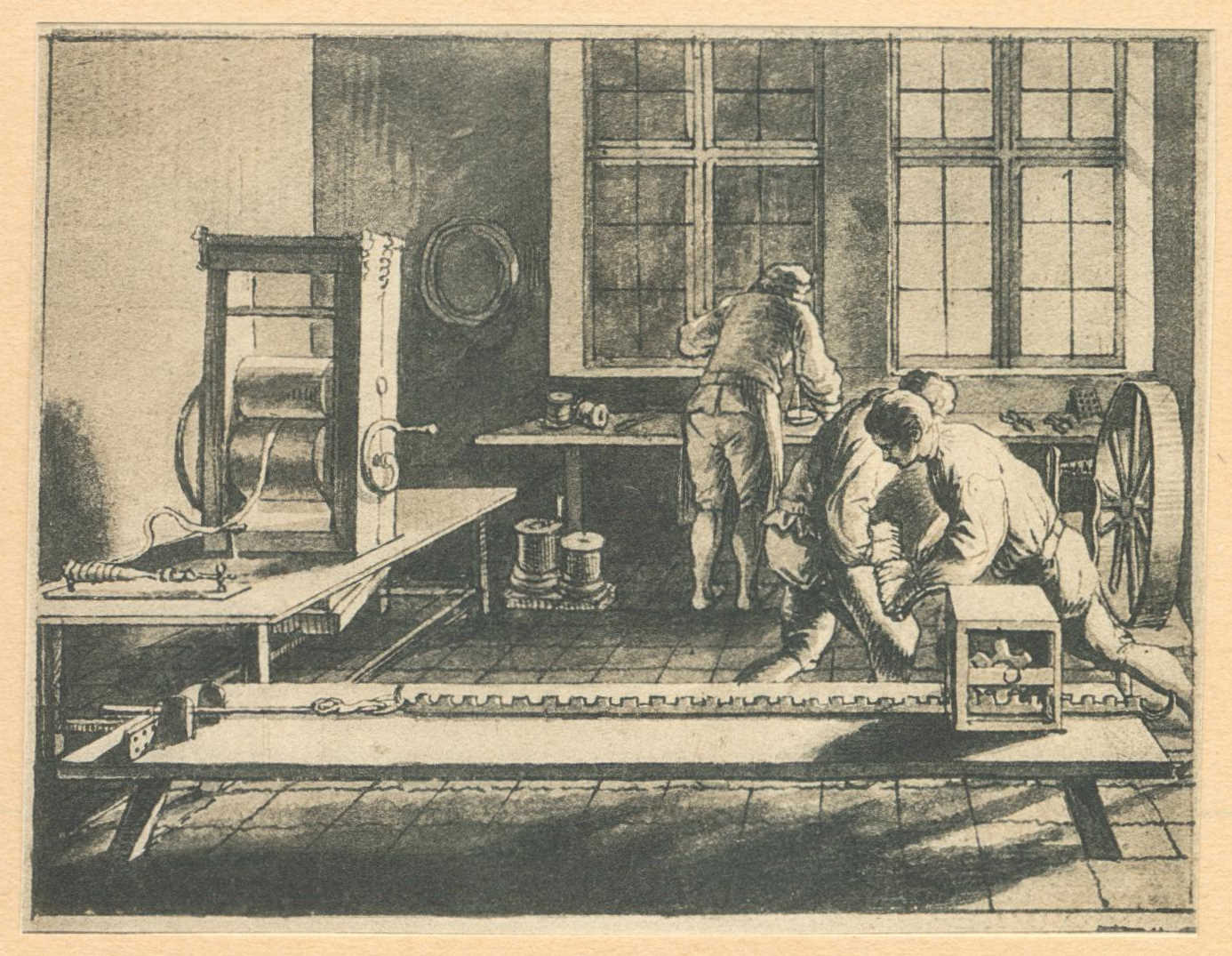
Werkstatt eines Drahtziehers bzw. Nadlers, um 1770

Der Name des Hauses geht auf die Berliner Kaufmannsfamilie Knoblauch zurück. Deren Ursprünge lassen sich lückenhaft bis ins 14. Jahrhundert zurückverfolgen. Die Familie hatte ihren ursprünglichen Sitz in den oberungarischen Städten Kaschau und Pressburg. Michael Knoblauch, das früheste bekannte Mitglied der Familie, muss bereits Ende des 14. Jahrhunderts das hohe Amt eines Stadtrates von Kaschau bekleidet haben. Ein vorläufiger wirtschaftlicher „Durchbruch“ gelang Johann Heinrich Knoblauch im 17. Jahrhundert. Mit seiner Tätigkeit als Drahtzieher brachte er es in Pressburg zu großem Wohlstand. Die Zugehörigkeit zur evangelischen Minderheit setzte die Familie jedoch politisch zunehmend unter Druck, denn nach dem gescheiterten protestantischen Aufstand unter Fürst Franz II. Rákóczi trieben die Habsburger die Rekatholisierung in Ungarn entschieden voran. Johann Heinrich Knoblauch entschloss sich zur Flucht. Der Glaubensflüchtling ließ sich in Heegermühle nieder, wo er in einem Messingwerk angestellt wurde. Die Niederlassung der Familie in Berlin sollte erst unter dem Enkel erfolgen: Zunächst, im Jahr 1738, wurde Johann Christian Knoblauch (1723–1790) Lehrling bei dem Nadlermeister Göricke. Während der Lehre eignete er sich Fähigkeiten bei der Herstellung und dem Verkauf von Karabinerhaken, Ösen, Ketten und Kokardendrähten an. Auf diese Erzeugnisse war die preußische Armee Friedrichs II. angewiesen. Nach dem Erwerb des Berliner Bürgerrechts 1750 machte sich Johann Christian Knoblauch als Nadlermeister selbstständig. Der Bedarf des preußischen Heeres verschaffte ihm eine stetige Einnahmequelle. Mitten im Siebenjährigen Krieg folgte 1759 der Kauf eines Grundstücks, auf dem sich heute das Knoblauchhaus befindet.

### Familiengeschichte ab dem Bau des Hauses

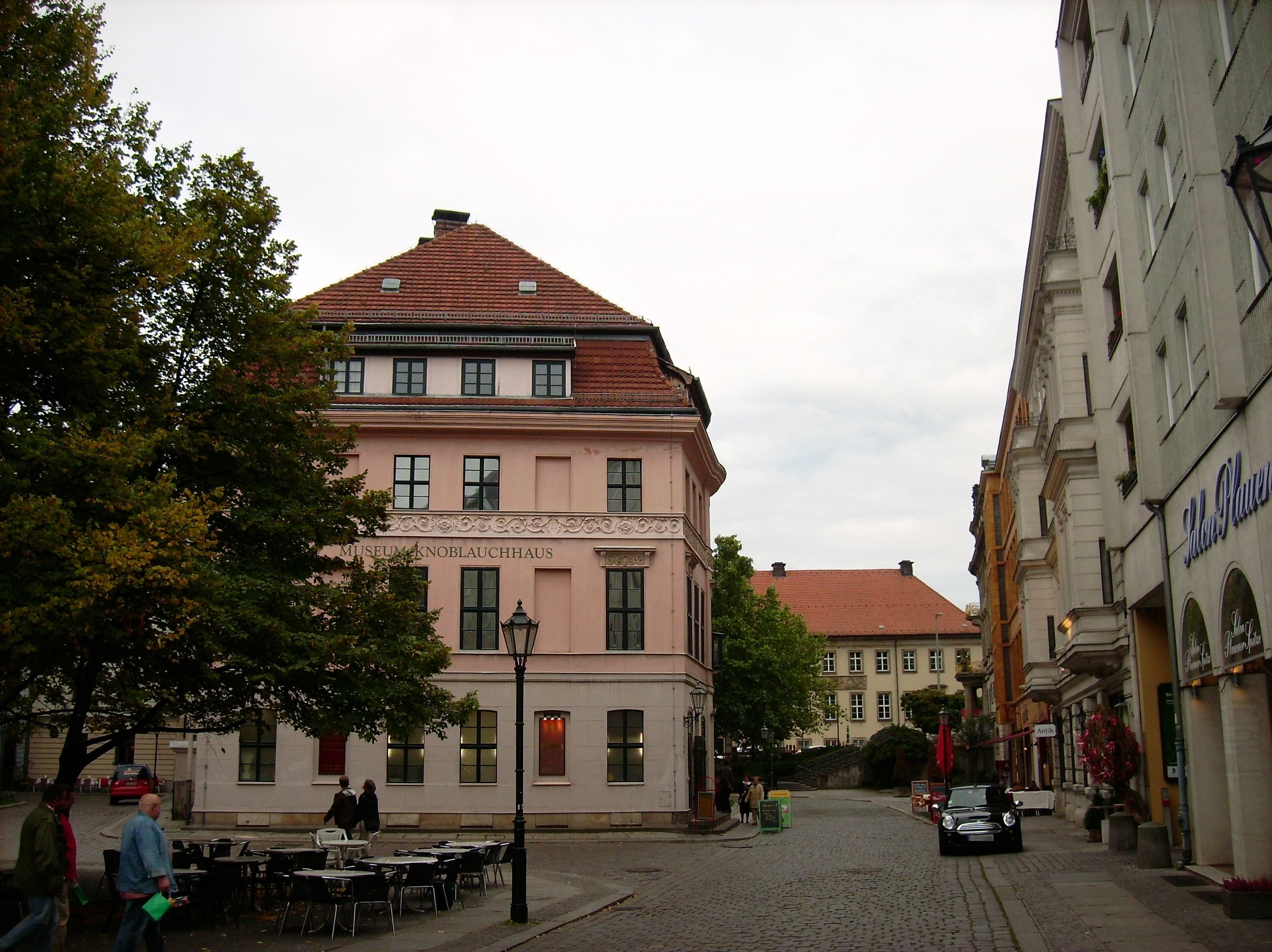
Knoblauchhaus und Umgebung

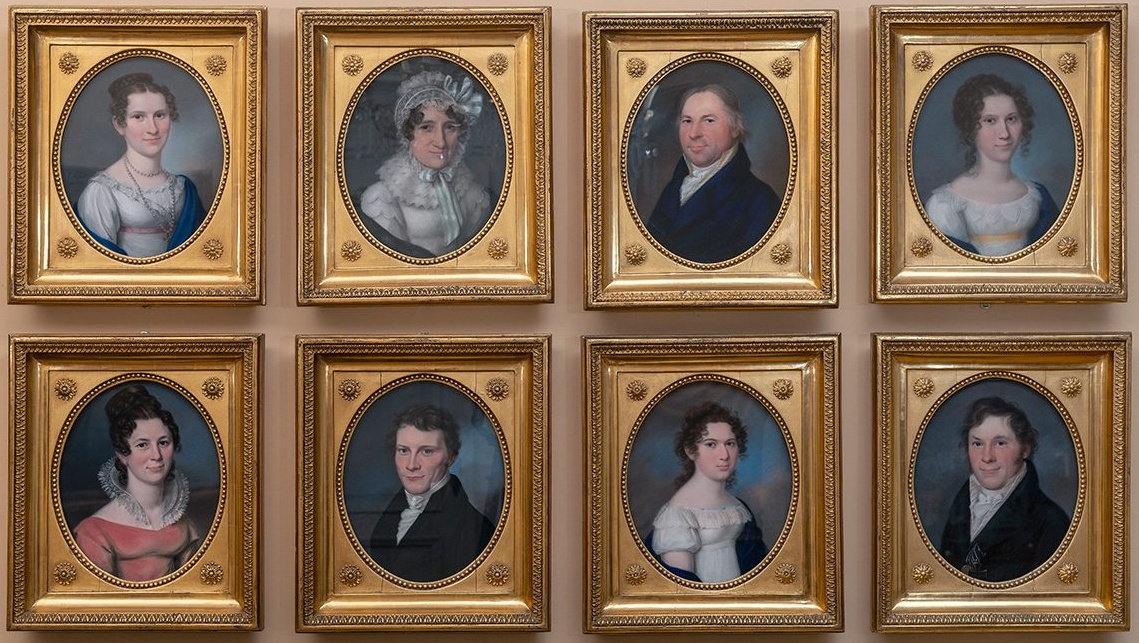
Heinrich Abel Seyffert: Acht Porträts der Familie Knoblauch und Keibel, 1816–1821, Pastellmalerei, Wohnzimmer des Knoblauchhauses.

Die Lage des Grundstückes im vornehmen Nikolaiviertel bezeugte den sozialen Aufstieg der Familie. In direkter Nachbarschaft standen die Häuser von Höflingen, Beamten und Händlern. Diesem Umfeld entsprechend ließ Johann Christian Knoblauch das Vorgängergebäude, ein Fachwerkhaus, abtragen. An dessen Stelle errichtete er das heute noch bestehende dreigeschossige Gebäude. Um 1780 stieg Johann Christian Knoblauch in das vom preußischen König geförderte Textilgewerbe ein. Im Erdgeschoss des Knoblauchhauses eröffnete er einen Laden für Seiden- und Tuchwaren. Der älteste Sohn Christian Ludwig Knoblauch wurde zu den in Europa führenden Textilmanufakturen geschickt, von wo aus er Wissen über die aktuellen französischen Modetrends sammeln sollte. Die Tochter heiratete in die einflussreiche Seidenhändlerfamilie Keibel ein. Der zweitälteste Sohn Carl Friedrich Knoblauch befasste sich auf seiner mehrjährigen Reise mit der Herstellung von Seidenbändern, dem zukünftig bedeutendsten Wirtschaftszweig der Familie. Im Jahr 1790 starb das Familienoberhaupt Johann Christian Knoblauch. Damit ging das Knoblauchhaus in den Besitz von Carl Friedrich Knoblauch (1765–1813) über, denn der ältere Bruder Christian Ludwig Knoblauch schuf eine eigenständige Seitenlinie der Familie mit Sitz in Frankfurt am Main.
| Anordnung der Porträtfiguren            | Anordnung der Porträtfiguren            | Anordnung der Porträtfiguren | Anordnung der Porträtfiguren            |
| --------------------------------------- | --------------------------------------- | ---------------------------- | --------------------------------------- |
| Emilie Henriette Knoblauch, geb. Keibel | Sophie Henriette Keibel, geb. Knoblauch | Carl Gottlieb Keibel         | Wilhelmine Henriette Franz, geb. Keibel |
| Johanna Auguste Knoblauch, geb. Keibel  | Johann Georg Knoblauch                  | Auguste Keibel               | Carl Heinrich Wilhelm Keibel            |

Carl Friedrich Knoblauch konnte den wirtschaftlichen Erfolg der Familie fortführen. Ihm gehörten eine Seidenbandmanufaktur am Mühlendamm, die er 1789 gegründet hatte, und eine Seidenbandhandlung im Knoblauchhaus. Er war auch im Verlagswesen tätig, d. h., er stellte Berliner Webern von ihm aufgekaufte Stoffe zur Verfügung. Im Gegenzug erhielt er deren Fertigprodukte und verkaufte diese weiter, beispielsweise auf der Leipziger oder Frankfurter Messe. Zum kleineren Teil importierte er Seidenbänder aus Frankreich und der Schweiz. Im Jahr 1806 ließ er die Barockfassade des Knoblauchhauses mit einem Rankenfries am Obergeschoss klassizistisch umgestalten. Politisch positionierte sich Carl Friedrich Knoblauch im Gegensatz zu seinem Sohn Carl Friedrich Wilhelm (1793–1859) napoleonfreundlich. Dies trug zu Spannungen innerhalb der Familie bei. Nach dem Ende von Napoleons Russlandfeldzug im Jahr 1813 kümmerte sich Knoblauch um die Einquartierung und Verpflegung der Soldaten. Vermutlich infizierte er sich hierbei mit Typhus und verstarb daran kurze Zeit später.
Carl Friedrich Wilhelm Knoblauch, der das Haus und das Seidenbandunternehmen übernahm, tat sich vor allem als Lokalpolitiker hervor. Er vertrat einen konservativen Liberalismus und wirkte unter anderem an einer Überarbeitung der Steinschen Städteordnung von 1808 mit. Knoblauch gehörte der Berliner Stadtverordnetenversammlung und seit 1824 dem Kurmärkischen Landtag an. Sein politisches Engagement brachte ihn in Kontakt mit Persönlichkeiten wie dem Freiherr vom Stein, Peter Beuth und Wilhelm von Humboldt. Die beiden letztgenannten nahmen Knoblauch 1826 in den Vorstand ihres „Vereines der Kunstfreunde“ auf. Damit erhielt die Familie Knoblauch Zugang zu der geistigen, technischen und künstlerischen Elite Preußens. Das Knoblauchhaus entwickelte sich zum Treffpunkt geselliger Zusammenkünfte, an denen Karl Friedrich Schinkel, Christian Friedrich Tieck, Christian Daniel Rauch, Johann Gottfried Schadow, Friedrich Schleiermacher und Carl Joseph Begas teilnahmen. Eine wichtige Quelle für das Leben im Knoblauchhaus stellen Abschriften von den Briefen und über 100 Tagebüchern Carl Friedrich Wilhelm Knoblauchs dar. Die Originalschriften verbrannten zwar größtenteils während des Zweiten Weltkriegs im Familienarchiv, doch blieben dank der Zeitschrift des Vereins für die Geschichte Berlins einzelne in den 1930er Jahren von Richard Knoblauch abgeschriebene Passagen erhalten.
Eduard Knoblauch (1801–1865), der Bruder von Carl Friedrich Wilhelm Knoblauch, gilt als der „bekannteste Vertreter der Familie“ (Jan Mende). Der Schinkelschüler betätigte sich vor allem auf dem Feld des Privatarchitekten. Als solcher stand er im Gegensatz zu seinem Lehrmeister Schinkel nicht im Dienst des Staates, sondern arbeitete überwiegend für die Aristokratie und vor allem das Berliner Bürgertum. Diese beiden Auftragsgruppen ließen dem Architekten in der Regel mehr Freiheiten bei der Gestaltung als die staatliche Führung. Besonders innovativ wirkte Knoblauch im Wohnungsbau, wo er neben ästhetischen Ansprüchen auch auf Licht- und Hygieneverhältnisse achtete. Sein Hauptwerk ist allerdings die Neue Synagoge in der Oranienburger Straße. Wie sein Bruder wurde er im Knoblauchhaus geboren. Seinen Wohnsitz bezog Eduard Knoblauch allerdings in der Kronenstraße 28 und ab 1847 in der Oranienstraße 101/102. Sein Sohn Gustav und Enkel Arnold wurden ebenfalls Architekten.
| \| \| \| \| \| Johann Christian Knoblauch (1723–1790) (Nadlermeister und Hausgründer) \| Johann Christian Knoblauch (1723–1790) (Nadlermeister und Hausgründer) \| Johann Christian Knoblauch (1723–1790) (Nadlermeister und Hausgründer) \| Johann Christian Knoblauch (1723–1790) (Nadlermeister und Hausgründer) \| Johann Christian Knoblauch (1723–1790) (Nadlermeister und Hausgründer) \| Johann Christian Knoblauch (1723–1790) (Nadlermeister und Hausgründer) \| \| \| ? \| ? \| ? \| ? \| ? \| ? \| \| \| \| \| \| \| \| \| \| \| \| \| \| \| \| \| \| \| \| \| \| \| \| \| \| \| \| \| \| Johann Christian Knoblauch (1723–1790) (Nadlermeister und Hausgründer) \| Johann Christian Knoblauch (1723–1790) (Nadlermeister und Hausgründer) \| Johann Christian Knoblauch (1723–1790) (Nadlermeister und Hausgründer) \| Johann Christian Knoblauch (1723–1790) (Nadlermeister und Hausgründer) \| Johann Christian Knoblauch (1723–1790) (Nadlermeister und Hausgründer) \| Johann Christian Knoblauch (1723–1790) (Nadlermeister und Hausgründer) \| \| \| ? \| ? \| ? \| ? \| ? \| ? \| \| \| \| \| \| \| \| \| \| \| \| \| \| \| \| \| \| \| \| \| \| \| \| \| \| \| \| \| \| \| \| \| \| \| \| \| \| \| \| \| \| \| \| \| \| \| \| \| \| \| \| \| \| \| \| \| \| \| \| \| \| \| \| \| \| \| \| \| \| \| \| \| \| \| \| \| Carl Friedrich Knoblauch (1765–1813) (Seidenbandhändler) \| Carl Friedrich Knoblauch (1765–1813) (Seidenbandhändler) \| Carl Friedrich Knoblauch (1765–1813) (Seidenbandhändler) \| Carl Friedrich Knoblauch (1765–1813) (Seidenbandhändler) \| Carl Friedrich Knoblauch (1765–1813) (Seidenbandhändler) \| Carl Friedrich Knoblauch (1765–1813) (Seidenbandhändler) \| \| \| Christiane Luise Heiß (1765–1810) \| Christiane Luise Heiß (1765–1810) \| Christiane Luise Heiß (1765–1810) \| Christiane Luise Heiß (1765–1810) \| Christiane Luise Heiß (1765–1810) \| Christiane Luise Heiß (1765–1810) \| \| \| \| \| \| \| \| \| \| \| \| \| \| \| \| \| \| \| \| \| \| \| \| \| \| \| \| \| \| Carl Friedrich Knoblauch (1765–1813) (Seidenbandhändler) \| Carl Friedrich Knoblauch (1765–1813) (Seidenbandhändler) \| Carl Friedrich Knoblauch (1765–1813) (Seidenbandhändler) \| Carl Friedrich Knoblauch (1765–1813) (Seidenbandhändler) \| Carl Friedrich Knoblauch (1765–1813) (Seidenbandhändler) \| Carl Friedrich Knoblauch (1765–1813) (Seidenbandhändler) \| \| \| Christiane Luise Heiß (1765–1810) \| Christiane Luise Heiß (1765–1810) \| Christiane Luise Heiß (1765–1810) \| Christiane Luise Heiß (1765–1810) \| Christiane Luise Heiß (1765–1810) \| Christiane Luise Heiß (1765–1810) \| \| \| \| \| \| \| \| \| \| \| \| \| \| \| \| \| \| \| \| \| \| \| \| \| \| \| \| \| \| \| \| \| \| \| \| \| \| \| \| \| \| \| \| \| \| \| \| \| \| \| \| \| \| \| \| \| \| \| \| \| \| \| \| \| \| \| \| \| \| \| \| \| \| \| \| \| \| \| \| \| \| \| \| \| \| \| \| \| \| \| \| \| \| \| \| \| \| \| \| \| \| \| \| \| \| \| \| Henriette Keibel (1798–1821) \| Henriette Keibel (1798–1821) \| Henriette Keibel (1798–1821) \| Henriette Keibel (1798–1821) \| Henriette Keibel (1798–1821) \| Henriette Keibel (1798–1821) \| \| \| Carl Friedrich Wilhelm Knoblauch (1793–1859) (Seidenbandfabrikant und Politiker) \| Carl Friedrich Wilhelm Knoblauch (1793–1859) (Seidenbandfabrikant und Politiker) \| Carl Friedrich Wilhelm Knoblauch (1793–1859) (Seidenbandfabrikant und Politiker) \| Carl Friedrich Wilhelm Knoblauch (1793–1859) (Seidenbandfabrikant und Politiker) \| Carl Friedrich Wilhelm Knoblauch (1793–1859) (Seidenbandfabrikant und Politiker) \| Carl Friedrich Wilhelm Knoblauch (1793–1859) (Seidenbandfabrikant und Politiker) \| \| \| Eduard Knoblauch (1801–1865) (Architekt) \| Eduard Knoblauch (1801–1865) (Architekt) \| Eduard Knoblauch (1801–1865) (Architekt) \| Eduard Knoblauch (1801–1865) (Architekt) \| Eduard Knoblauch (1801–1865) (Architekt) \| Eduard Knoblauch (1801–1865) (Architekt) \| \| \| Julie Verhuven (1806–1863) \| Julie Verhuven (1806–1863) \| Julie Verhuven (1806–1863) \| Julie Verhuven (1806–1863) \| Julie Verhuven (1806–1863) \| Julie Verhuven (1806–1863) \| \| \| \| \| \| \| \| \| \| \| \| \| \| Henriette Keibel (1798–1821) \| Henriette Keibel (1798–1821) \| Henriette Keibel (1798–1821) \| Henriette Keibel (1798–1821) \| Henriette Keibel (1798–1821) \| Henriette Keibel (1798–1821) \| \| \| Carl Friedrich Wilhelm Knoblauch (1793–1859) (Seidenbandfabrikant und Politiker) \| Carl Friedrich Wilhelm Knoblauch (1793–1859) (Seidenbandfabrikant und Politiker) \| Carl Friedrich Wilhelm Knoblauch (1793–1859) (Seidenbandfabrikant und Politiker) \| Carl Friedrich Wilhelm Knoblauch (1793–1859) (Seidenbandfabrikant und Politiker) \| Carl Friedrich Wilhelm Knoblauch (1793–1859) (Seidenbandfabrikant und Politiker) \| Carl Friedrich Wilhelm Knoblauch (1793–1859) (Seidenbandfabrikant und Politiker) \| \| \| Eduard Knoblauch (1801–1865) (Architekt) \| Eduard Knoblauch (1801–1865) (Architekt) \| Eduard Knoblauch (1801–1865) (Architekt) \| Eduard Knoblauch (1801–1865) (Architekt) \| Eduard Knoblauch (1801–1865) (Architekt) \| Eduard Knoblauch (1801–1865) (Architekt) \| \| \| Julie Verhuven (1806–1863) \| Julie Verhuven (1806–1863) \| Julie Verhuven (1806–1863) \| Julie Verhuven (1806–1863) \| Julie Verhuven (1806–1863) \| Julie Verhuven (1806–1863) \| \| \| \| \| \| \| \| \| \| \| \| \| \| \| \| \| \| \| \| \| \| \| \| \| \| \| \| \| \| \| \| \| \| \| \| \| \| \| \| \| \| \| \| \| \| \| \| \| \| \| \| \| \| \| \| \| \| \| \| \| \| \| \| \| \| \| \| \| \| \| \| \| \| \| \| \| \| \| \| \| \| \| \| \| \| \| \| \| \| \| \| \| \| \| \| \| \| \| \| \| \| \| \| Hermann Knoblauch (1820–1895) (Physiker) \| Hermann Knoblauch (1820–1895) (Physiker) \| Hermann Knoblauch (1820–1895) (Physiker) \| Hermann Knoblauch (1820–1895) (Physiker) \| Hermann Knoblauch (1820–1895) (Physiker) \| Hermann Knoblauch (1820–1895) (Physiker) \| \| \| ? \| ? \| ? \| ? \| ? \| ? \| \| \| Gustav Knoblauch (1833–1916) (Architekt) \| Gustav Knoblauch (1833–1916) (Architekt) \| Gustav Knoblauch (1833–1916) (Architekt) \| Gustav Knoblauch (1833–1916) (Architekt) \| Gustav Knoblauch (1833–1916) (Architekt) \| Gustav Knoblauch (1833–1916) (Architekt) \| \| \| ? \| ? \| ? \| ? \| ? \| ? \| \| \| Carl Eduard Knoblauch (1837–1886) (Börsenmakler) \| Carl Eduard Knoblauch (1837–1886) (Börsenmakler) \| Carl Eduard Knoblauch (1837–1886) (Börsenmakler) \| Carl Eduard Knoblauch (1837–1886) (Börsenmakler) \| Carl Eduard Knoblauch (1837–1886) (Börsenmakler) \| Carl Eduard Knoblauch (1837–1886) (Börsenmakler) \| \| \| \| \| \| Hermann Knoblauch (1820–1895) (Physiker) \| Hermann Knoblauch (1820–1895) (Physiker) \| Hermann Knoblauch (1820–1895) (Physiker) \| Hermann Knoblauch (1820–1895) (Physiker) \| Hermann Knoblauch (1820–1895) (Physiker) \| Hermann Knoblauch (1820–1895) (Physiker) \| \| \| ? \| ? \| ? \| ? \| ? \| ? \| \| \| Gustav Knoblauch (1833–1916) (Architekt) \| Gustav Knoblauch (1833–1916) (Architekt) \| Gustav Knoblauch (1833–1916) (Architekt) \| Gustav Knoblauch (1833–1916) (Architekt) \| Gustav Knoblauch (1833–1916) (Architekt) \| Gustav Knoblauch (1833–1916) (Architekt) \| \| \| ? \| ? \| ? \| ? \| ? \| ? \| \| \| Carl Eduard Knoblauch (1837–1886) (Börsenmakler) \| Carl Eduard Knoblauch (1837–1886) (Börsenmakler) \| Carl Eduard Knoblauch (1837–1886) (Börsenmakler) \| Carl Eduard Knoblauch (1837–1886) (Börsenmakler) \| Carl Eduard Knoblauch (1837–1886) (Börsenmakler) \| Carl Eduard Knoblauch (1837–1886) (Börsenmakler) \| \| \| \| \| \| \| \| \| \| \| \| \| \| \| \| \| \| \| \| \| \| \| \| \| \| \| \| \| \| \| \| \| \| \| \| \| \| \| \| \| \| \| \| \| \| \| \| \| \| \| \| \| Rudolf Knoblauch (1861–1926) (Seidenbandfabrikant) \| Rudolf Knoblauch (1861–1926) (Seidenbandfabrikant) \| Rudolf Knoblauch (1861–1926) (Seidenbandfabrikant) \| Rudolf Knoblauch (1861–1926) (Seidenbandfabrikant) \| Rudolf Knoblauch (1861–1926) (Seidenbandfabrikant) \| Rudolf Knoblauch (1861–1926) (Seidenbandfabrikant) \| \| \| \| \| \| \| \| \| \| \| Arnold Knoblauch (1879–1963) (Architekt) \| Arnold Knoblauch (1879–1963) (Architekt) \| Arnold Knoblauch (1879–1963) (Architekt) \| Arnold Knoblauch (1879–1963) (Architekt) \| Arnold Knoblauch (1879–1963) (Architekt) \| Arnold Knoblauch (1879–1963) (Architekt) \| \| \| \| \| \| \| \| \| \| \| \| \| |                              |                              |                              |                                                                        |                                                                        |                                                                        |                                                                        |                                                                                  |                                                                                  |                                                                                  |                                                                                  |                                                                                  |                                                                                  |   |   |                                          |                                          |                                          |                                          |                                          |                                          |                                          |                                          |                                          |                                          |                                          |                                          |                                          |                                          |   |   |   |   |  |  |                                                  |                                                  |                                                  |                                                  |                                                  |                                                  |
| Die Besitzer des Knoblauchhauses sind kursiv gesetzt. |                              |                              |                              |                                                                        |                                                                        |                                                                        |                                                                        |                                                                                  |                                                                                  |                                                                                  |                                                                                  |                                                                                  |                                                                                  |   |   |                                          |                                          |                                          |                                          |                                          |                                          |                                          |                                          |                                          |                                          |                                          |                                          |                                          |                                          |   |   |   |   |  |  |                                                  |                                                  |                                                  |                                                  |                                                  |                                                  |
| |                              |                              |                              | Johann Christian Knoblauch (1723–1790) (Nadlermeister und Hausgründer) | Johann Christian Knoblauch (1723–1790) (Nadlermeister und Hausgründer) | Johann Christian Knoblauch (1723–1790) (Nadlermeister und Hausgründer) | Johann Christian Knoblauch (1723–1790) (Nadlermeister und Hausgründer) | Johann Christian Knoblauch (1723–1790) (Nadlermeister und Hausgründer)           | Johann Christian Knoblauch (1723–1790) (Nadlermeister und Hausgründer)           |                                                                                  |                                                                                  | ?                                                                                | ?                                                                                | ? | ? | ?                                        | ?                                        |                                          |                                          |                                          |                                          |                                          |                                          |                                          |                                          |                                          |                                          |                                          |                                          |   |   |   |   |  |  |                                                  |                                                  |                                                  |                                                  |                                                  |                                                  |
| |                              |                              |                              | Johann Christian Knoblauch (1723–1790) (Nadlermeister und Hausgründer) | Johann Christian Knoblauch (1723–1790) (Nadlermeister und Hausgründer) | Johann Christian Knoblauch (1723–1790) (Nadlermeister und Hausgründer) | Johann Christian Knoblauch (1723–1790) (Nadlermeister und Hausgründer) | Johann Christian Knoblauch (1723–1790) (Nadlermeister und Hausgründer)           | Johann Christian Knoblauch (1723–1790) (Nadlermeister und Hausgründer)           |                                                                                  |                                                                                  | ?                                                                                | ?                                                                                | ? | ? | ?                                        | ?                                        |                                          |                                          |                                          |                                          |                                          |                                          |                                          |                                          |                                          |                                          |                                          |                                          |   |   |   |   |  |  |                                                  |                                                  |                                                  |                                                  |                                                  |                                                  |
| |                              |                              |                              |                                                                        |                                                                        |                                                                        |                                                                        |                                                                                  |                                                                                  |                                                                                  |                                                                                  |                                                                                  |                                                                                  |   |   |                                          |                                          |                                          |                                          |                                          |                                          |                                          |                                          |                                          |                                          |                                          |                                          |                                          |                                          |   |   |   |   |  |  |                                                  |                                                  |                                                  |                                                  |                                                  |                                                  |
| |                              |                              |                              |                                                                        |                                                                        |                                                                        |                                                                        | Carl Friedrich Knoblauch (1765–1813) (Seidenbandhändler)                         | Carl Friedrich Knoblauch (1765–1813) (Seidenbandhändler)                         | Carl Friedrich Knoblauch (1765–1813) (Seidenbandhändler)                         | Carl Friedrich Knoblauch (1765–1813) (Seidenbandhändler)                         | Carl Friedrich Knoblauch (1765–1813) (Seidenbandhändler)                         | Carl Friedrich Knoblauch (1765–1813) (Seidenbandhändler)                         |   |   | Christiane Luise Heiß (1765–1810)        | Christiane Luise Heiß (1765–1810)        | Christiane Luise Heiß (1765–1810)        | Christiane Luise Heiß (1765–1810)        | Christiane Luise Heiß (1765–1810)        | Christiane Luise Heiß (1765–1810)        |                                          |                                          |                                          |                                          |                                          |                                          |                                          |                                          |   |   |   |   |  |  |                                                  |                                                  |                                                  |                                                  |                                                  |                                                  |
| |                              |                              |                              |                                                                        |                                                                        |                                                                        |                                                                        | Carl Friedrich Knoblauch (1765–1813) (Seidenbandhändler)                         | Carl Friedrich Knoblauch (1765–1813) (Seidenbandhändler)                         | Carl Friedrich Knoblauch (1765–1813) (Seidenbandhändler)                         | Carl Friedrich Knoblauch (1765–1813) (Seidenbandhändler)                         | Carl Friedrich Knoblauch (1765–1813) (Seidenbandhändler)                         | Carl Friedrich Knoblauch (1765–1813) (Seidenbandhändler)                         |   |   | Christiane Luise Heiß (1765–1810)        | Christiane Luise Heiß (1765–1810)        | Christiane Luise Heiß (1765–1810)        | Christiane Luise Heiß (1765–1810)        | Christiane Luise Heiß (1765–1810)        | Christiane Luise Heiß (1765–1810)        |                                          |                                          |                                          |                                          |                                          |                                          |                                          |                                          |   |   |   |   |  |  |                                                  |                                                  |                                                  |                                                  |                                                  |                                                  |
| |                              |                              |                              |                                                                        |                                                                        |                                                                        |                                                                        |                                                                                  |                                                                                  |                                                                                  |                                                                                  |                                                                                  |                                                                                  |   |   |                                          |                                          |                                          |                                          |                                          |                                          |                                          |                                          |                                          |                                          |                                          |                                          |                                          |                                          |   |   |   |   |  |  |                                                  |                                                  |                                                  |                                                  |                                                  |                                                  |
| |                              |                              |                              |                                                                        |                                                                        |                                                                        |                                                                        |                                                                                  |                                                                                  |                                                                                  |                                                                                  |                                                                                  |                                                                                  |   |   |                                          |                                          |                                          |                                          |                                          |                                          |                                          |                                          |                                          |                                          |                                          |                                          |                                          |                                          |   |   |   |   |  |  |                                                  |                                                  |                                                  |                                                  |                                                  |                                                  |
| Henriette Keibel (1798–1821) | Henriette Keibel (1798–1821) | Henriette Keibel (1798–1821) | Henriette Keibel (1798–1821) | Henriette Keibel (1798–1821)                                           | Henriette Keibel (1798–1821)                                           |                                                                        |                                                                        | Carl Friedrich Wilhelm Knoblauch (1793–1859) (Seidenbandfabrikant und Politiker) | Carl Friedrich Wilhelm Knoblauch (1793–1859) (Seidenbandfabrikant und Politiker) | Carl Friedrich Wilhelm Knoblauch (1793–1859) (Seidenbandfabrikant und Politiker) | Carl Friedrich Wilhelm Knoblauch (1793–1859) (Seidenbandfabrikant und Politiker) | Carl Friedrich Wilhelm Knoblauch (1793–1859) (Seidenbandfabrikant und Politiker) | Carl Friedrich Wilhelm Knoblauch (1793–1859) (Seidenbandfabrikant und Politiker) |   |   | Eduard Knoblauch (1801–1865) (Architekt) | Eduard Knoblauch (1801–1865) (Architekt) | Eduard Knoblauch (1801–1865) (Architekt) | Eduard Knoblauch (1801–1865) (Architekt) | Eduard Knoblauch (1801–1865) (Architekt) | Eduard Knoblauch (1801–1865) (Architekt) |                                          |                                          | Julie Verhuven (1806–1863)               | Julie Verhuven (1806–1863)               | Julie Verhuven (1806–1863)               | Julie Verhuven (1806–1863)               | Julie Verhuven (1806–1863)               | Julie Verhuven (1806–1863)               |   |   |   |   |  |  |                                                  |                                                  |                                                  |                                                  |                                                  |                                                  |
| Henriette Keibel (1798–1821) | Henriette Keibel (1798–1821) | Henriette Keibel (1798–1821) | Henriette Keibel (1798–1821) | Henriette Keibel (1798–1821)                                           | Henriette Keibel (1798–1821)                                           |                                                                        |                                                                        | Carl Friedrich Wilhelm Knoblauch (1793–1859) (Seidenbandfabrikant und Politiker) | Carl Friedrich Wilhelm Knoblauch (1793–1859) (Seidenbandfabrikant und Politiker) | Carl Friedrich Wilhelm Knoblauch (1793–1859) (Seidenbandfabrikant und Politiker) | Carl Friedrich Wilhelm Knoblauch (1793–1859) (Seidenbandfabrikant und Politiker) | Carl Friedrich Wilhelm Knoblauch (1793–1859) (Seidenbandfabrikant und Politiker) | Carl Friedrich Wilhelm Knoblauch (1793–1859) (Seidenbandfabrikant und Politiker) |   |   | Eduard Knoblauch (1801–1865) (Architekt) | Eduard Knoblauch (1801–1865) (Architekt) | Eduard Knoblauch (1801–1865) (Architekt) | Eduard Knoblauch (1801–1865) (Architekt) | Eduard Knoblauch (1801–1865) (Architekt) | Eduard Knoblauch (1801–1865) (Architekt) |                                          |                                          | Julie Verhuven (1806–1863)               | Julie Verhuven (1806–1863)               | Julie Verhuven (1806–1863)               | Julie Verhuven (1806–1863)               | Julie Verhuven (1806–1863)               | Julie Verhuven (1806–1863)               |   |   |   |   |  |  |                                                  |                                                  |                                                  |                                                  |                                                  |                                                  |
| |                              |                              |                              |                                                                        |                                                                        |                                                                        |                                                                        |                                                                                  |                                                                                  |                                                                                  |                                                                                  |                                                                                  |                                                                                  |   |   |                                          |                                          |                                          |                                          |                                          |                                          |                                          |                                          |                                          |                                          |                                          |                                          |                                          |                                          |   |   |   |   |  |  |                                                  |                                                  |                                                  |                                                  |                                                  |                                                  |
| |                              |                              |                              |                                                                        |                                                                        |                                                                        |                                                                        |                                                                                  |                                                                                  |                                                                                  |                                                                                  |                                                                                  |                                                                                  |   |   |                                          |                                          |                                          |                                          |                                          |                                          |                                          |                                          |                                          |                                          |                                          |                                          |                                          |                                          |   |   |   |   |  |  |                                                  |                                                  |                                                  |                                                  |                                                  |                                                  |
| |                              |                              |                              | Hermann Knoblauch (1820–1895) (Physiker)                               | Hermann Knoblauch (1820–1895) (Physiker)                               | Hermann Knoblauch (1820–1895) (Physiker)                               | Hermann Knoblauch (1820–1895) (Physiker)                               | Hermann Knoblauch (1820–1895) (Physiker)                                         | Hermann Knoblauch (1820–1895) (Physiker)                                         |                                                                                  |                                                                                  | ?                                                                                | ?                                                                                | ? | ? | ?                                        | ?                                        |                                          |                                          | Gustav Knoblauch (1833–1916) (Architekt) | Gustav Knoblauch (1833–1916) (Architekt) | Gustav Knoblauch (1833–1916) (Architekt) | Gustav Knoblauch (1833–1916) (Architekt) | Gustav Knoblauch (1833–1916) (Architekt) | Gustav Knoblauch (1833–1916) (Architekt) |                                          |                                          | ?                                        | ?                                        | ? | ? | ? | ? |  |  | Carl Eduard Knoblauch (1837–1886) (Börsenmakler) | Carl Eduard Knoblauch (1837–1886) (Börsenmakler) | Carl Eduard Knoblauch (1837–1886) (Börsenmakler) | Carl Eduard Knoblauch (1837–1886) (Börsenmakler) | Carl Eduard Knoblauch (1837–1886) (Börsenmakler) | Carl Eduard Knoblauch (1837–1886) (Börsenmakler) |
| |                              |                              |                              | Hermann Knoblauch (1820–1895) (Physiker)                               | Hermann Knoblauch (1820–1895) (Physiker)                               | Hermann Knoblauch (1820–1895) (Physiker)                               | Hermann Knoblauch (1820–1895) (Physiker)                               | Hermann Knoblauch (1820–1895) (Physiker)                                         | Hermann Knoblauch (1820–1895) (Physiker)                                         |                                                                                  |                                                                                  | ?                                                                                | ?                                                                                | ? | ? | ?                                        | ?                                        |                                          |                                          | Gustav Knoblauch (1833–1916) (Architekt) | Gustav Knoblauch (1833–1916) (Architekt) | Gustav Knoblauch (1833–1916) (Architekt) | Gustav Knoblauch (1833–1916) (Architekt) | Gustav Knoblauch (1833–1916) (Architekt) | Gustav Knoblauch (1833–1916) (Architekt) |                                          |                                          | ?                                        | ?                                        | ? | ? | ? | ? |  |  | Carl Eduard Knoblauch (1837–1886) (Börsenmakler) | Carl Eduard Knoblauch (1837–1886) (Börsenmakler) | Carl Eduard Knoblauch (1837–1886) (Börsenmakler) | Carl Eduard Knoblauch (1837–1886) (Börsenmakler) | Carl Eduard Knoblauch (1837–1886) (Börsenmakler) | Carl Eduard Knoblauch (1837–1886) (Börsenmakler) |
| |                              |                              |                              |                                                                        |                                                                        |                                                                        |                                                                        |                                                                                  |                                                                                  |                                                                                  |                                                                                  |                                                                                  |                                                                                  |   |   |                                          |                                          |                                          |                                          |                                          |                                          |                                          |                                          |                                          |                                          |                                          |                                          |                                          |                                          |   |   |   |   |  |  |                                                  |                                                  |                                                  |                                                  |                                                  |                                                  |
| |                              |                              |                              |                                                                        |                                                                        |                                                                        |                                                                        | Rudolf Knoblauch (1861–1926) (Seidenbandfabrikant)                               | Rudolf Knoblauch (1861–1926) (Seidenbandfabrikant)                               | Rudolf Knoblauch (1861–1926) (Seidenbandfabrikant)                               | Rudolf Knoblauch (1861–1926) (Seidenbandfabrikant)                               | Rudolf Knoblauch (1861–1926) (Seidenbandfabrikant)                               | Rudolf Knoblauch (1861–1926) (Seidenbandfabrikant)                               |   |   |                                          |                                          |                                          |                                          |                                          |                                          |                                          |                                          | Arnold Knoblauch (1879–1963) (Architekt) | Arnold Knoblauch (1879–1963) (Architekt) | Arnold Knoblauch (1879–1963) (Architekt) | Arnold Knoblauch (1879–1963) (Architekt) | Arnold Knoblauch (1879–1963) (Architekt) | Arnold Knoblauch (1879–1963) (Architekt) |   |   |   |   |  |  |                                                  |                                                  |                                                  |                                                  |                                                  |                                                  |

## Baugeschichte des Hauses

### 18. Jahrhundert
Die Errichtung des Hauses kostete den Bauherrn Johann Christian Knoblauch 10.044 Taler, 23 Groschen und 8 Pfennige. 12.000 Dachziegel und 212.000 Mauersteine wurden zwischen 1759 und 1761 verbaut. Dies stellte eine große logistische Herausforderung dar, denn Preußen litt zu dieser Zeit unter den Folgen des Siebenjährigen Krieges. König Friedrich II. hatte seinem Heereslieferanten Knoblauch zunächst eine finanzielle Unterstützung beim Hausbau zugesagt. Unter dem Eindruck der schweren preußischen Niederlage in der Schlacht bei Kunersdorf im August 1759 zog der Monarch sein Versprechen jedoch zurück. Johann Christian Knoblauch musste die Kosten des dreigeschossigen Putzbaus vollständig aus eigener Tasche bezahlen. Im Erdgeschoss des Hauses befand sich zunächst die Werkstatt des Nadlermeisters und seit etwa 1780 eine Textilhandlung. Lehrlinge, Angestellte und Gesellen waren ebenfalls Teil des Knoblauch'schen Haushaltes und wohl zusammen mit der Familie des Hausherrn in den Obergeschossen untergebracht. Eine Trennung zwischen geschäftlichem und privatem Leben sah die Raumaufteilung folglich nicht vor. Im Knoblauchhaus existieren keine Flure oder Korridore; ein Raum grenzt direkt an den anderen an, was einen intimen Rückzug für die Bewohner erschwerte. Diese ursprüngliche Raumaufteilung des Hauses wurde bei keinem der nachfolgenden Umbauten verändert und ist klassisch für das 18. Jahrhundert.
Drei freistehende Fassadenseiten und das Mansarddach verleihen Knoblauchhaus eine dominierende Stellung innerhalb des Quartiers. Es besitzt einen unregelmäßig trapezförmigen Grundriss und weist eine geschwungene Fassade mit Mittelrisalit im Stil des Rokoko auf.

### 19. Jahrhundert
Im Jahr 1806 erhielt die Fassade einen umlaufenden klassizistischen Rankenfries, der prägnant unterhalb der Fenster des zweiten Obergeschosses platziert wurde. Im ersten Obergeschoss belebt ein Blumenerker die Fassade. Nach Plänen von Eduard Knoblauch wurde 1835 die Innenarchitektur und deren Ausstattung erneuert. Die Treppe wurde überarbeitet und eine neue Wendeltreppe eingezogen. Zudem malte man die Innenräume in spätklassizistischer Manier aus. Auch die dekorative Umrahmung des Eingangsportals, wohl ursprünglich aus Terrakotta, kam in dieser Zeit hinzu.

### 20. Jahrhundert

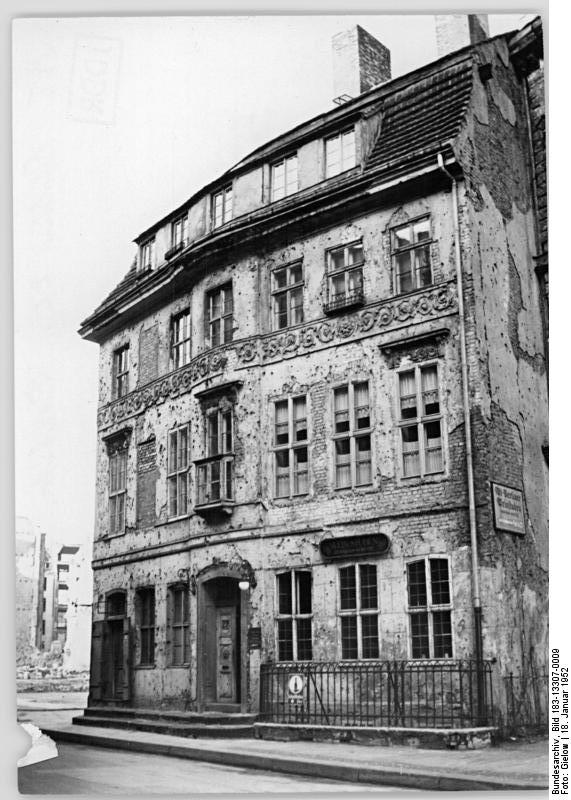
Ansicht des kriegsbeschädigten Knoblauchhauses, 1952

Nur vier Häuser des Nikolaiviertels blieben im Zweiten Weltkrieg von alliierten Bombentreffern verschont, darunter das Knoblauchhaus. Nach dem Krieg richtete die Kommunale Wohnungsverwaltung in dem Haus pro Etage drei kleine Mietwohnungen ein. Die Gemeinschaftstoilette lag im Treppenhaus. Ins Erdgeschoss und den Keller zog 1948 ein stadtbekanntes Lokal ein: Da die Historische Weinstube in der Molkenstraße durch den Bombenkrieg zerstört worden war, verlegten die Wirte Elisabeth Schütze und Paul Sachsenheimer ihren Betrieb ins nahe gelegene Knoblauchhaus. 1958 flüchtete das Ehepaar nach West-Berlin. Die Räume des Lokals wurden daraufhin in eine von der HO geführte Gaststätte umgewandelt.
Das bis dahin als Mietshaus genutzte Gebäude wurde in den 1980er Jahren grundlegend saniert und 1989 als Außenstelle des Märkischen Museums eröffnet. Seit 1995 gehört das Museum zur Stiftung Stadtmuseum Berlin. Bis 2012 war im Erdgeschoss wieder ein beliebtes Restaurant, die Historischen Weinstuben, eingerichtet. Das Erdgeschoss steht derzeit leer und soll perspektivisch wieder gastronomisch genutzt werden (Stand: 2024).

## Museale Nutzungen
Nach dem Mauerfall und der Neuordnung der Berliner Stadtverwaltung trat der neue Senat von Berlin als Eigentümer auf. Seit 1995 gehört das Knoblauchhaus zum Stadtmuseum Berlin und konzentriert sich auf die Darstellung des Lebens im 18. Jahrhundert. In gesonderten Räumen wird zudem auf das Schaffen von Karl Friedrich Schinkel und der Gebrüder Alexander von Humboldt und Wilhelm von Humboldt eingegangen.
Ausstellung Berliner Leben im Biedermeier 

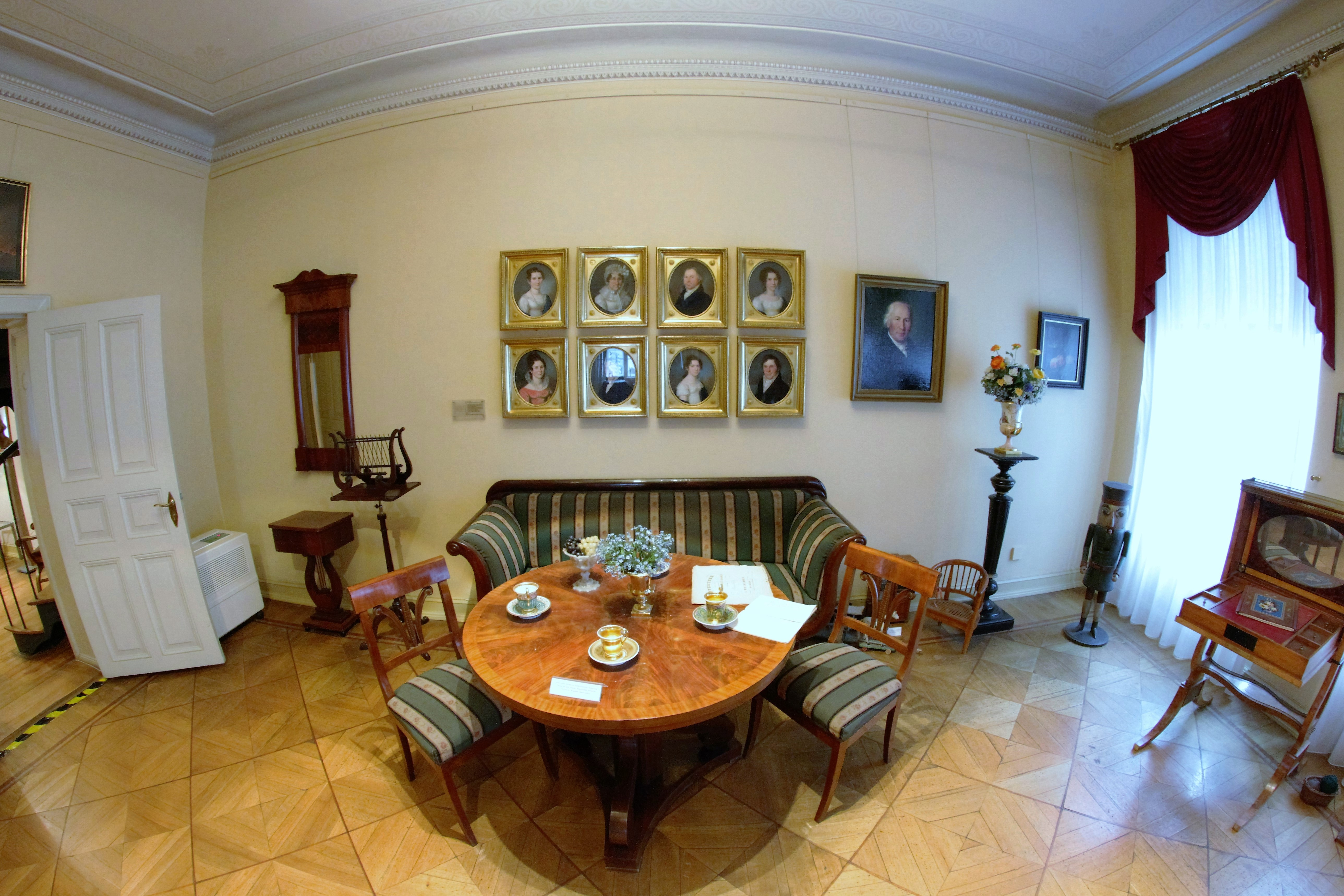
Wohnzimmer im ersten Obergeschoss

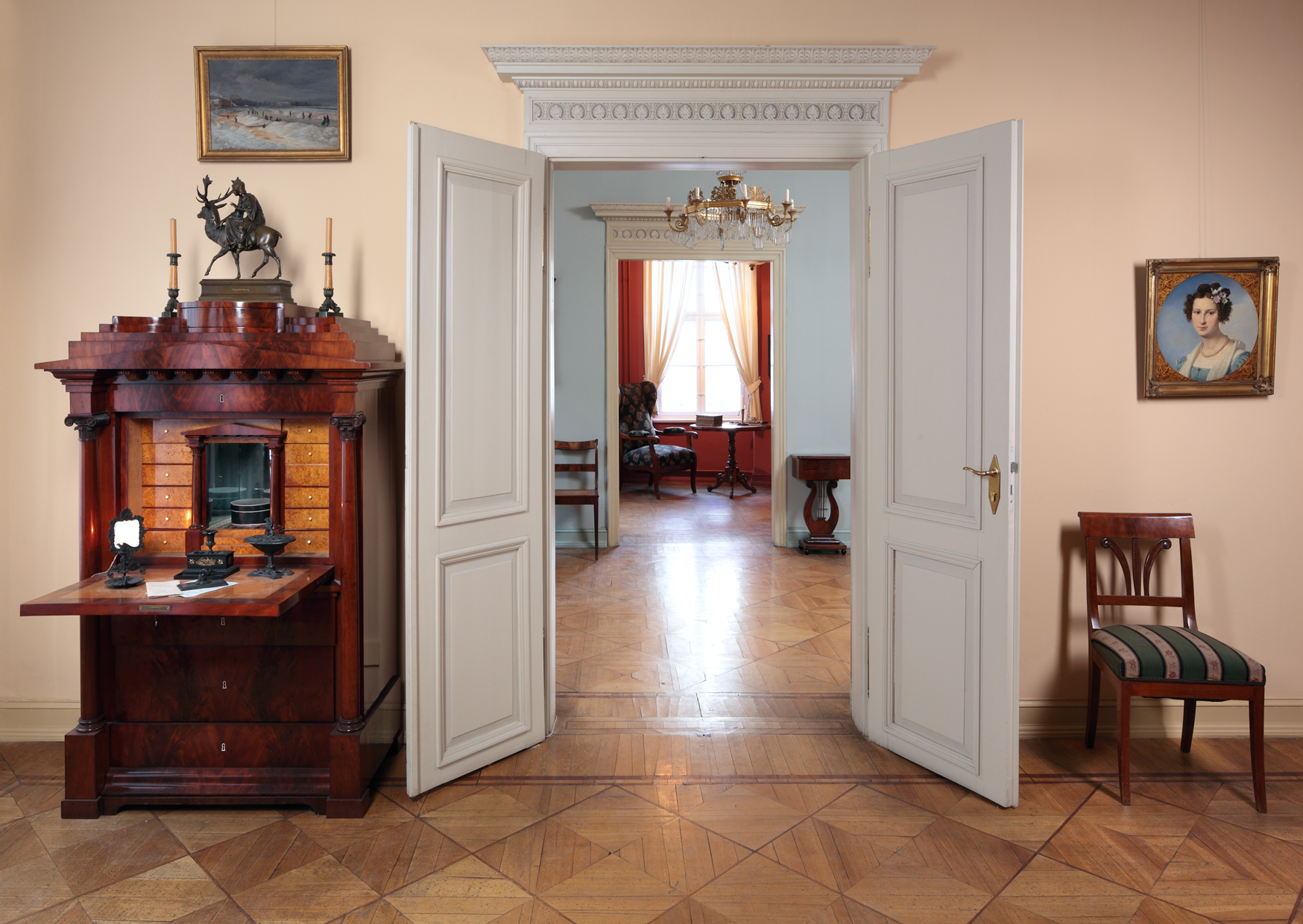
Blick vom Wohnzimmer ins Entrée und in die Bildbibliothek

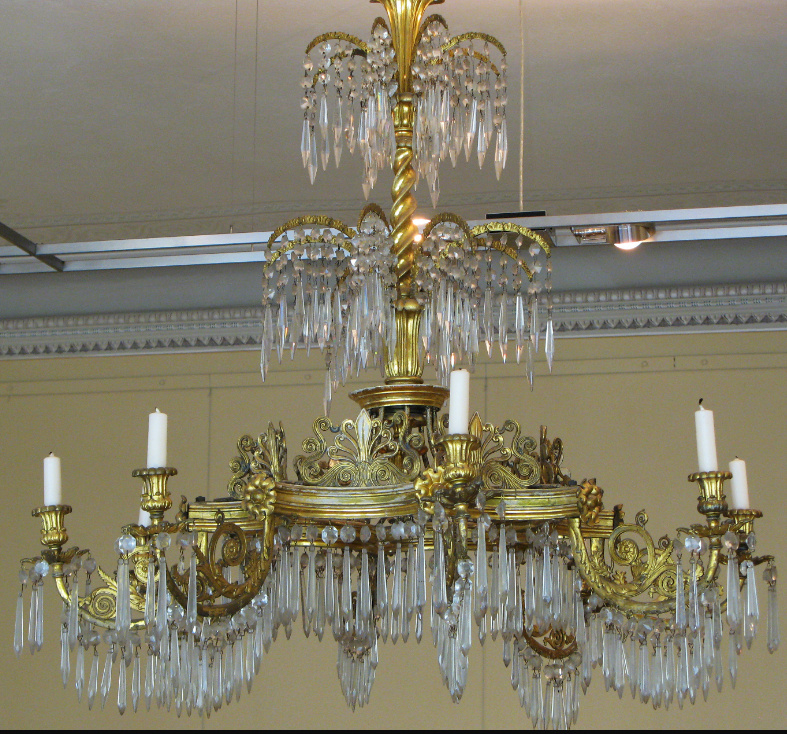
Kronleuchter im Wohnzimmer

Die Wohnräume im ersten Obergeschoss sind jeweils einem Mitglied der Familie Knoblauch gewidmet und entsprechend eingerichtet. Das Wohnzimmer stellt Henriette Knoblauch (1798–1821), die Ehefrau von Carl Friedrich Wilhelm Knoblauch (1793–1859), vor. Das Wohnzimmer war im Biedermeier der Hauptaufenthaltsort der Ehefrau des Hauses. Da sie anders als in vorherigen Jahrhunderten gänzlich vom öffentlichen und beruflichen Leben ausgeschlossen blieb, beschränkte sich ihre Aufgabe auf die Erziehung der Kinder und organisatorischen Tätigkeiten im Haushalt. Der Raum veranschaulicht dieses Rollenbild der Zeit: In der Nähe der Fenster steht ein Patentsekretär, der sich sowohl zum Nähen als auch Schreiben eignete. Zwischen Patentsekretär und dem Sofa befindet sich Kinderspielzeug- ein Hinweis auf die mütterliche Erziehung. In dem Wohnzimmer des Biedermeiers versammelte sich die Familie und deren Freunde zum geselligen Austausch oder Speisen. Hierfür stand in der Regel ein ovaler Tisch zur Verfügung, der von einem Sofa und verschiebbaren Stühlen umgeben wurde. Hinzu kam meist ein Schreibsekretär und mit allerlei Kleinkunstwerken gefüllte Vitrinen. Am Schreibtisch wurden Tagebücher und Briefe verfasst. Das Möbelstück verstaute ebenso Unterlagen, Alben und die privaten Korrespondenz.
In dem Wohnzimmer steht ein in Berlin selten erhalten gebliebener Einrichtungsgegenstand: Der Patentsekretär war eine von dem englischen Designer Thomas Sheraton entworfene Tischform. Im deutschen Biedermeier erfreute sich der Patentsekretär großer Beliebtheit. Er ließ sich zusammenklappen und platzsparend an die Wand stellen. Er konnte auch als dekorativer Ofenschirm Verwendung finden. Besonders aufwendig gestaltete Exemplare lassen sich in Berlin dem Tischlermeister Adolph Friedrich Voigt zu ordnen. Wegen der Gewerbereform war er im Gegensatz zu seinen Vorgängern nicht mehr dazu gezwungen, sich für Schmuckelemente an die Zunftzweige der Glaser, Gelbgießer und Schlosser zu wenden. Die Produktionsschritte bei der Möbelherstellung erfolgten vollständig in seiner eigenen Werkstatt in der Leipziger Straße.
Der Kronleuchter des Wohnzimmers entstand nach Entwürfen von Karl Friedrich Schinkel. Dieser beauftragte um 1830 den Holzbronze-Fabrikanten Carl August Mencke mit der Fertigung. Der Leuchter selbst besteht aus Gold imitierenden Ersatzstoffen: Die Kronreifen sind beispielsweise aus Holz; Arme, Rosetten und Tüllen aus Kupfer und Blei geformt. Lediglich die dünn aufgetragene Ölfarbe bewirkt die Vergoldung des Kronleuchters. Das Objekt befand sich nie im Besitz der Familie Knoblauch, gelangte aber über die Stiftung Stadtmuseum Ende der 1980er Jahre in das Knoblauchhaus.
Eine Ausstellungsbereich in der zweiten Etage vertieft diese Thematik mit weiteren Objekten. Die zugänglichen Wohnräume zeigen musterhaft und in für Berlin einzigartiger Weise die Wohnkultur des gehobenen Bürgertums der Schinkelzeit. Die gegenwärtige Ausstellung wird von dem Historiker Jan Mende kuratiert. Es gibt ein verstärktes Familienangebot im Museum, mit beispielsweise der „Museum Knoblauchhaus-Rallye“, die den Ort noch lebendiger erscheinen lässt.